# Бабны
Бабны — деревня в Смоленской области России, в Смоленском районе. Население —174 жителя (2007 год). Расположена в западной части области в 43 км к северо-западу от г. Смоленска, у автодороги Р133 Смоленск — Невель на берегу реки Ольша. 
Входит в состав Лоинского сельского поселения. Улицы: Лесная, Молодёжная, Набережная, Тополиная.

## Экономика
```
Дом культуры, магазин, медпункт, отделение связи.
```